# Henricus Glareanus
Henricus Glareanus també, Heinrich Loris, Loriti, Loretti, o simplement Glareanus (Mollis, Glarus, juny de 1488 - Friburg de Brisgòvia, 28 de març de 1563) va ser un teòric de la música, poeta i humanista suís.

## Biografia
El seu àlies deriva del cantó de Glaris, on és la seva ciutat natal. Després d'estudiar inicialment música, va passar a estudiar teologia, filosofia i música a la Universitat de Colònia. Allí va escriure un cèlebre poema en homenatge a l'emperador Maximilià I. Poc després, a Basilea, va conèixer Erasme de Rotterdam, amb qui mantindria amistat tota la vida.

## Obra
El 1516 va fer la seva primera publicació sobre música, un modest llibre titulat Isagoge in musicen, en què analitza els elements bàsics de la música i que probablement tenia fins docents. No obstant això, el seu llibre més famós és el Dodekachordon, publicat a Basilea el 1547, un dels tractats musicals renaixentistes més famosos i influents. Aborda temes de teoria de la música, filosofia, biografies i inclou més de 120 composicions de Josquin des Prés, Adam de Fulda, Johannes Ockeghem, Jacob Obrecht i Heinrich Isaac entre d'altres.

## ElDodekachordon
En tres parts, el tractat comença amb un estudi de Boeci, el qual va escriure extensivament sobre música al segle vi; dsprés parla de l'ús del modes musicals en el cant pla i la monofonia i acaba amb un extens estudi sobre l'ús dels modes en la polifonia.
El més significant del Dodekachordon (literalment, "instrument de 12 cordes) és el fet de proposar que en realitat no existien 8 modes, com assenyalaven els teòrics anteriors a ell, sinó 12. Els nous modes serien el jònic i l'eòlic (i els seus respectius plagals, l'hipojònic i l'hipoeòlic) els modes que avui són coneguts com a escala major i menor, respectivament. Glareanus va arribar a afirmar que el mode Jònic era el més sovint utilitzat pels compositors del seu moment.
La influència del seu treball fou immensa. Molts teòrics posteriors, inclòs Zarlino, acceptaren els 12 modes i exceptuant les formes plagals d'aquests (les que comencen pel prefix hipo), la classificació dels modes autèntics (dòric, frigi, lidi, mixolidi, eòlic i jònic) és encara vigent avui en dia.

## Col·laboracions
El compositor suís Gregor Meyer (1510-1576), va col·laborar amb 20 composicions per al Dodekachordon, que foren molt elogiades per Glareanus.

## Enllaços externs

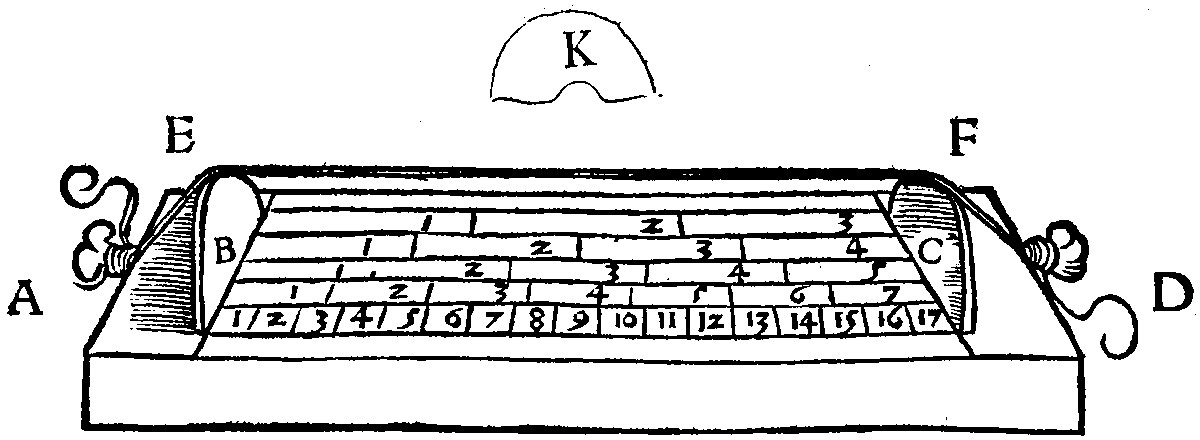
Il·lustració que mostra un monocordi a l'edició del Dodecachordon de 1547 de Basilea.